# Apteropanòrpids
Els apteropanòrpids (Apteropanorpidae) són una família d'insectes mecòpters sense ales que conté una sola espècie, Apteropanorpa tasmanica que viu en la molsa a Tasmània i en el sud d'Austràlia. Els adults són depredadors generalistes. Les larves viuen en la molsa i són localmment comunes.
A. tasmanica és probablement un equivalent ecològic austral de la família de l'hemisferi boreal Boreidae, que es va adaptar a climes més freds perdent les ales i alimentant-se de l'abundant molsa del sotabosc. Tots dos grups han estat recollits de la neu i a gran altitud. No obstant això, aquests dos grups són probablement de diferent clade, ja que els mascles d'Apteropanorpa tasmanica han desenvolupat un abdomen bulbós i recurvat que presenten famílies avançades com Panorpidae.